# Global Assessment of Functioning
Global Assessment of Functioning (GAF) är en inaktuell skala för att mäta graden av psykiatriska symtom och funktionsnedsättning. GAF kan liknas vid en "psykiatrisk feberkurva", och redovisas som ett heltal mellan 0 och 100. Siffran bygger på en klinisk bedömning som väger samman aktuell symtomatologi och aktuell social och yrkesmässig förmåga. 
Ett värde på 100 är bäst och motsvarar synnerligen god funktionsförmåga inom vitt skilda områden och att livsproblemen aldrig förefaller bli ohanterliga. Ett värde på exempelvis 55 innebär måttliga symtom (till exempel självmordstankar, svåra tvångsritualer) eller måttliga funktionssvårigheter med avseende på sociala kontakter, arbete eller skola. Om det istället finns en viss risk för att individen tillfogar sig själv och andra skada eller stundtals är oförmögen till elementär personlig hygien (kladdar med avföring), eller grav störning av kommunikationsförmågan kan ett värde på cirka 15 sättas. Det lägsta värdet är 1, medan 0 står för att tillräcklig information saknas.
GAF utgjorde tidigare den femte och sista axeln i Diagnostic and Statistical Manual of Mental Disorders (DSM) men är, sedan DSM-5 gavs ut 2013, inte längre en del av diagnossystemet. Istället förespråkar American Psychiatric Association att funktionsnedsättning mäts med WHO Disability Assessment Schedule 2 (WHODAS 2.0).